# Умиротворение Араукании

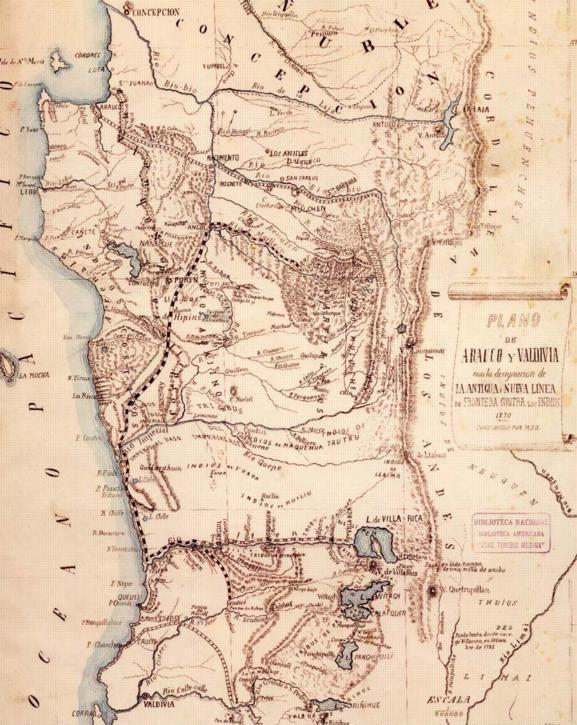
Карта, показывающая «старую» и «новую» границу чилийского «фронтира» во время завоевания Араукании в 1870 году.

Оккупация Араукании (исп. Ocupación de la Araucanía) — военные кампании, проводившиеся чилийским правительством в 1861—1883 годах с задачей подчинения народа мапуче. В результате войн территория Араукании была захвачена и стала частью Чили.

## Первые европейцы в Араукании. Арауканская война
Мапуче, они же арауканы, — коренные жители юго-запада Южной Америки, народ, который в течение долгих лет оказывал упорное сопротивление Империи Инков и не был ею покорён (граница проходила по реке Моул). Первыми европейцами, вступившими на территории Араукании, были испанские путешественники и колонисты. Однако, не изменив своим древним традициям, арауканы встретили новых завоевателей ничуть не менее агрессивно, нежели прежде инков. Арауканская война продолжалась с перерывами более трёхсот лет — с начала XVI века по середину XIX, — и победить в ней испанцы так и не смогли, хотя крайний север арауканских земель ими на какое-то время всё же захвачен был (в «Новое время» граница проходила по реке Био-Био), но позже — к XVIII веку — был вновь утрачен. Тем не менее, как раз в XVIII веке между испанской колониальной администрацией на территории нынешнего северного Чили и вождями северных племён мапуче начинают постепенно завязываться торговые и культурные контакты, а крупных схваток и вовсе не происходит (хотя отдельные конфликты имели место всегда). При губернаторе Амбросио О’Хиггинсе в конце XVIII века после очередного небольшого противостояния несколько вождей мапуче из северных племён даже подписали с колониальной администрацией договор, по которому признавали формальную власть над собой испанского короля, но с сохранением практически полной внутренней автономии (впоследствии территории к северу от Био-Био вновь стали частью испанских, а затем и чилийских владений).
Ситуация несколько изменилась после 1817 года, когда Чилийская республика стала независимым государством. Тем не менее, активное проникновение на земли мапуче чилийцы начали только через несколько десятков лет — с 1845 года (когда был построен порт в Магеллановом проливе, изолированный от основной чилийской территории, и особенно с 50-х годов XIX века, когда в страну усилился приток иммигрантов из европейских стран, которым требовалась земля для заведения собственных хозяйств. Поначалу проникновение было достаточно мирным, на севере мапучских земель основывались небольшие фермы и поселения, но со стороны индейцев это новое проникновение, как и все прочие, вызвало исключительно агрессивную реакцию. Несмотря на это, президент Чили Мануэль Монт в 1852 году провозгласил создание новой чилийской провинции — Араукании, границами которой объявлялись река Био-Био на севере и река Тольтен на юге. Правда, на деле данное заявление было в значительной степени формальным. Боевых действий с чилийской стороны практически не велось, мапуче также были в этот период не слишком активны.

## Попытка создания королевства Араукании и Патагонии
В 1860 году, во время правления президента Переса Маскуано, французский адвокат, торговец и авантюрист Орели-Антуан де Тунан, заручившись поддержкой нескольких лонко (мапучских вождей), провозгласил на территориях Патагонии и Араукании, не входивших на тот момент в состав Аргентины или Чили, «независимое» государство под названием «Королевство Араукания и Патагония» и собирался обратиться за признанием и помощью к французскому императору Наполеону III. Сложно сказать, имелась ли реальная вероятность того, что Наполеон III заинтересовался бы созданием профранцузского государства на юге Южной Америки, но факт его формального провозглашения побудил чилийское правительство к резкой активизации на «южном» направлении. Президент Маскуано приказал генералу Корнелио Сааведре Родригесу начать «настоящую» военную кампанию против индейцев мапуче и союзных им племён, однако действовать, если только это возможно, сначала дипломатическими, а уже затем военными методами. В частности, предполагалось заключать мирные договоры с вождями племён и на добровольных началах приобщать их к «цивилизации» (в том числе путём обучения испанскому языку), строить на территории Араукании обычные и железные дороги, больницы и школы.
Королевство же Араукании и Патагонии, естественно, так фактически никогда и не появилось — вскоре после вступления в Арауканию чилийских войск де Тунан был ими арестован, посажен в психиатрическую лечебницу, а затем выслан во Францию, где и умер.

## Начало захвата Араукании

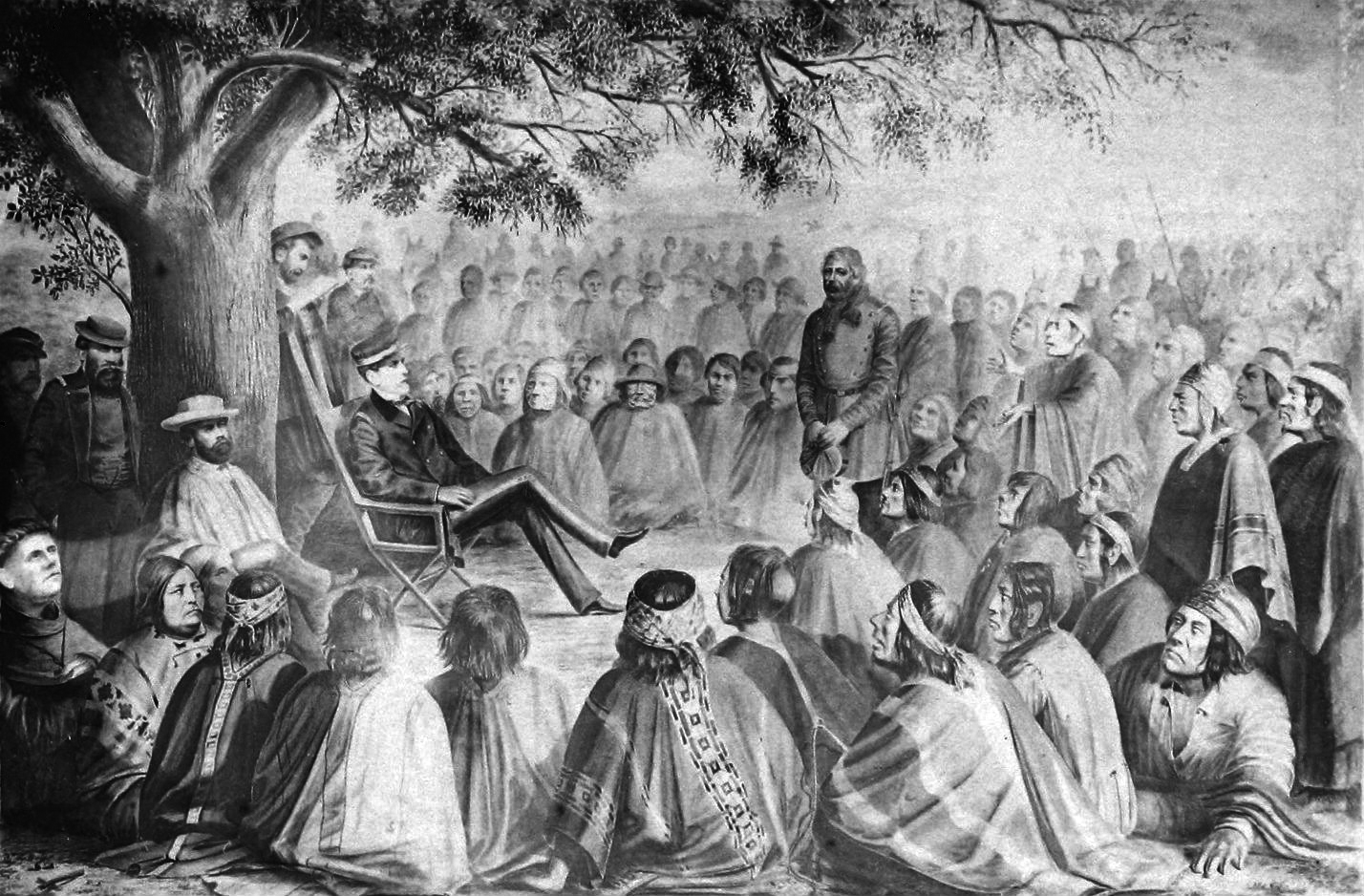
Корнелио Сааведра Родригес на встрече с верховными вождями (лонко) мапуче в 1869 году.

Начальная фаза завоевательной кампании Сааведры (1862—1869 годах) проходила сравнительно вяло — во многом потому, что мапуче не оказывали активного сопротивления, а чилийцы избегали масштабных операций. В 1862 году во главе небольшой армии Сааведра начал движение на юг до реки Мальеко, где основал город Анголь и форты Мульчен и Лебу. Из области Вальдивия войска затем выступили в новый поход и вскоре достигли своей цели — бассейна реки Тольтен. Активные боевые действия начались лишь спустя семь лет — в 1869 году, когда практически на всех захваченных землях вспыхнуло индейское восстание под руководством выдающегося мапучского вождя Куилапана, соратника Кальфукуры. Плацдармом восставших была ещё не захваченная Чили долина Пурен. Подготовка к этому восстанию началась ещё фактически в 1867 году — когда Куилапан, собрав армию из пяти тысяч человек, перешёл с ней через горный хребет к западу от Анголя, выйдя тем самым к долине реки Мальеко и объединив усилия с местными вождями; объединёнными усилиями им удалось добиться ряда крупных побед (при Трайгуене, Курако, Пераско).
Несмотря на огромное превосходство чилийцев в вооружении, мапуче действовали против белых весьма успешно. Правда, случались и поражения — например, в январе 1869 года от отряда Хосе Мануэля Пинты (правда, почти сразу же после поражения Куилапан атаковал Анголь), а Сааведра сумел даже продвинуться до Пурена, где разбил отряд из 1500 индейских воинов, заняв перед этим Каньете и Тукапель. Но в итоге к январю 1871 года, когда Куилапан во главе 3000-й армии нанёс 25-го числа поражение чилийцам при Кольипульи, в руках чилийского правительства реально осталась лишь долина реки Мальеко. В течение восьми лет (до 1879 года) на севере реки существовала линия, обороной которой руководил Базилио Уррутиа с гарнизоном из 2500 солдат. Между городами Анголь и Кольипульи был проложен телеграф.

## Кульминация. Кампания 1879—1886 годов
В 1879 году началась Вторая тихоокеанская война, в которой Чили сражалась против Перу и Боливии. В связи с этим часть войск с южной границы была переброшена на северный фронт, чем мапуче не замедлили воспользоваться, начав масштабные регулярные нападения на чилийские форты по реке Мальеко, сумев к 1880 году продвинуться немного на север, однако особенно в этом не преуспев — во многом благодаря эффективной тактике полковника Грегорио Уррутиа, который был назначен президентом Доминго Санта-Мария командующим южным фронтом в эти годы. Тем не менее, именно во время наступления 1880 года, по мнению чилийского историка Хосе Бенгоа, объединение и консолидация до той поры всё-таки сильно разрозненных и децентрализованных мапуче достигли своего пика.
Последнее действительно крупное наступление индейской армии численностью в 3000 человек произошло в 1881 году, когда ими был захвачен Трайгуен (27 января) и значительное число голов крупного рогатого скота. Однако после этого (даже несмотря на продолжающуюся войну против Боливии и Перу, где были заняты основные чилийские силы) их наступление пошло на спад, сопровождаясь значительными потерями при упомянутом Трайгуене, откуда они были в итоге выбиты, и Лебулмане: к моменту атаки индейцев на крепость Лос-Сачес в их армии оставалось не более 1500 человек. Получив там сильный отпор, индейцы двинулись к линии Мальеко, которую считали неохраняемой, и здесь были разгромлены ожидавшими их чилийскими войсками под командованием Уррутиа, который впоследствии организовал эффективное наступление, завершившееся серьёзным разгромом мапучских сил, оккупацией значительных территорий и основанием множества фортов (территории Карауэ, Лаутаро, Пилланлебун, Нуэва-Империаль и так далее); тогда же, 24 февраля, был основан и форт Темуко, а позже — Вильяррика у одноимённого озера. Индейцы в том же 1881 году ответили ещё двумя крупными атаками: на военные караваны в холмах Ньелол, где ими было убито 100 человек, и попыткой наступления на Темуко и Лумако огромной (до 8000 воинов), но совершенно неорганизованной армии. Однако победы им добиться не удалось, и именно эти сражения считаются завершением активной фазы завоевания Араукании. Племена, проживавшие на этих территориях, лишились своих земель и были частично поселены в резервации, а частично истреблены. Правда, многие сумели объединиться с ещё независимым на тот момент племенем пеуэнче и продолжить борьбу на юге Анд.
Последние же относительно крупные (но уже ничего не решавшие) сражения на юге Чили состоялись в 1886 году, после победы Чили во Второй тихоокеанской войне, и завершились, естественно, полной победой чилийских войск. Отдельные индейские отряды мапуче продолжали оказывать сопротивление правительству вплоть до 20-х годов XX века.

## Последствия
Даже после формального окончания военных действий Араукания не была полностью покорена, и, несмотря на все усилия чилийского правительства, эта территория оставалась для белых переселенцев весьма небезопасной. В определённой степени такое положение дел сохраняется и поныне[когда?] — например, члены радикальной мапучской организации «Координация Арауко-Мальеко» нападают на гасиенды чилийцев до сих пор, считая территорию, на которой они построены, принадлежащей по праву только их народу. Правда, ещё при строительстве виадука Мальеко в 1890-е годы регион стал более доступным, а число поселений чилийцев в нём возросло. Последними территориями, формально оккупированными только в это время (реального сопротивления при этом индейцы уже не оказывали), были верховья реки Био-Био и побережье озера Буди. К 1929 году чилийское правительство выделило почти 525000 гектаров земли переселенцам для создания на ней 3078 сельскохозяйственных участков. Впрочем, индейцам оставили 6,18 % территории, но почти все эти земли были бесплодными, с суровыми погодными условиями, фактически непригодными для проживания, что вкупе с полукочевым образом жизни и клановыми традициями должно было, по вероятному мнению колонизаторов, порождать многочисленные конфликты между индейцами и в итоге привести к их вымиранию, однако мапуче в который раз доказали, что могут адаптироваться практически к любой ситуации.
Основная же часть Араукании была отдана под сельскохозяйственные участки для белых переселенцев, причём не столько из собственно Чили, сколько из Европы: к 1901 году в страну прибыло в общей сложности 36 000 европейских иммигрантов из Великобритании, Франции, Германии, Италии, Испании, Швейцарии (24 000 — при помощи созданного Агентства по колонизации, 12 000 — самостоятельно).
В 1934 году в местечке Ранкуил в верховьях Био-Био мапуче совместно с белыми фермерами подняли восстание против засилья владельцев местной мельницы. 477 человек погибло в той резне от рук чилийских солдат, ещё 500 (в основном — как раз индейцы) были захвачены военными в плен и осуждены Хуаном Муньосем Праденасом, губернатором Темуко, на тюремное заключение; однако до столицы страны, где приговор должен был быть приведён в исполнение, были доставлены только 23 индейца, судьба же остальных неизвестна до сих пор и служит предметом дискуссий между чилийскими историками.
Армия Аргентины к концу 80-х годов XIX века уже фактически завершила «замирение» и включение в свой состав основной части Патагонии — так называемое Завоевание пустыни, вследствие чего многие патагонские мапуче мигрировали на юг Чили, тогда ещё остававшийся свободным. Они были оттеснены аргентинской армией через перевал Мамул-Малала в долину Курареуэ, где и поселились и впоследствии оказались под чилийской властью. Оставшиеся в Аргентине индейцы были в значительной степени истреблены, тогда как в Чили — в значительной степени насильно ассимилированы в чилийском обществе.
Примечательным фактом является то, что так называемые Cuerpo de Carabineros — чилийские карабинеры, военизированная полиция и жандармерия, — были созданы в 1903 году как раз для наведения окончательного порядка и верховенства закона в Араукании.
После завершения основных боевых действий в Араукании чилийское правительство (наряду с аргентинским) приступило к колонизации Огненной Земли, последствия которой были ещё более страшными для коренных американцев.